# Luigi Capotosti
Luigi Capotosti (Monte Giberto, 23 febbraio 1863 – Roma, 16 febbraio 1938) è stato un cardinale e arcivescovo cattolico italiano.

## Biografia
Nacque a Monte Giberto il 23 febbraio 1863.
Nominato vescovo di Modigliana l'8 aprile 1908, fu consacrato vescovo il 31 maggio dello stesso anno nel Duomo di Fermo dall'arcivescovo Carlo Castelli, O.SS.C.A., assistito da Raimondo Jaffei, vescovo di Forli, e da Luigi Boschi, vescovo di Ripatransone.
Fu vescovo di Modigliana fino al 1914. Papa Pio XI lo elevò al rango di cardinale nel concistoro del 21 giugno 1926.
Morì il 16 febbraio 1938 all'età di 74 anni. È sepolto nella chiesa di San Lorenzo a Moresco, dove si trasferì fanciullo e al quale fu sempre legato e dove vi è ancora la lapide in sua memoria murata sulla parete della casa dove visse.

## Genealogia episcopale
La genealogia episcopale è:
- Cardinale Scipione Rebiba
- Cardinale Giulio Antonio Santori
- Cardinale Girolamo Bernerio, O.P.
- Arcivescovo Galeazzo Sanvitale
- Cardinale Ludovico Ludovisi
- Cardinale Luigi Caetani
- Cardinale Ulderico Carpegna
- Cardinale Paluzzo Paluzzi Altieri degli Albertoni
- Papa Benedetto XIII
- Papa Benedetto XIV
- Papa Clemente XIII
- Cardinale Marcantonio Colonna
- Cardinale Giacinto Sigismondo Gerdil, B.
- Cardinale Giulio Maria della Somaglia
- Cardinale Carlo Odescalchi, S.I.
- Cardinale Costantino Patrizi Naro
- Cardinale Lucido Maria Parocchi
- Cardinale Andrea Carlo Ferrari
- Arcivescovo Carlo Castelli, O.SS.C.A.
- Cardinale Luigi Capotosti